# Oxytropis neimongolica
Oxytropis neimongolica är en ärtväxtart som beskrevs av C.W.Chang och Yi Zhi Zhao. Oxytropis neimongolica ingår i släktet klovedlar, och familjen ärtväxter. Inga underarter finns listade i Catalogue of Life.